# Rekkared I.

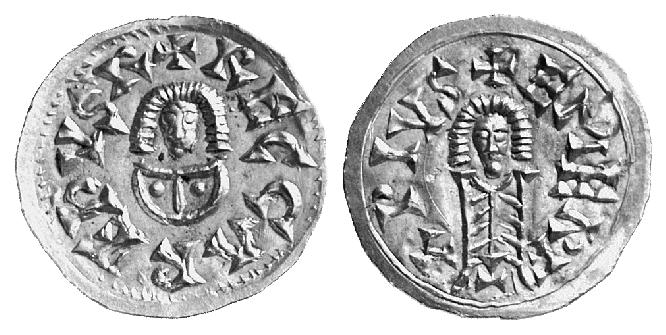
Münze von Rekkared I.

Rekkared I. (auch Reccared oder Richaredus geschrieben, lateinisch Flavius Reccaredus Rex; † Dezember 601 in Toledo) war König der Westgoten von April/Mai 586 bis Dezember 601.

## Mitregentschaft
Rekkared war der jüngere der beiden Söhne des Königs Leovigild. Er wurde 573 zusammen mit seinem Bruder Hermenegild von Leovigild zum Mitregenten ernannt. Damit war keine Reichsteilung oder Zuweisung eines eigenen Herrschaftsgebiets verbunden; die Maßnahme, mit der Leovigild oströmischem Vorbild folgte, sollte nur die dynastische Thronfolge gegen das Wahlrecht durchsetzen. 578 gründete Leovigild die Stadt Reccopolis, die er nach Rekkared benannte. In dieser Namensgebung zeigte sich schon damals eine Bevorzugung des jüngeren Sohnes.
Die Königsfamilie bekannte sich damals noch nach westgotischer Tradition zum arianischen Glauben, während die Reichsbevölkerung mehrheitlich katholisch war. 579 wurde Hermenegild von seinem Vater nach Sevilla geschickt, von wo er über den südlichen Teil des Westgotenreichs herrschen sollte. Dort trat Hermenegild zum Katholizismus über. Er begann einen Aufstand gegen seinen Vater, der 582–584 niedergeschlagen wurde. Der Geschichtsschreiber Gregor von Tours berichtet, dass Rekkared seinen Bruder, der in eine Kirche geflohen war, dazu bewog, aufzugeben und den Vater um Gnade zu bitten. Hermenegild blieb in Gefangenschaft und wurde 585 ermordet. Damit fiel Rekkared die Rolle des Thronfolgers zu. Er schlug im Auftrag Leovigilds einen Angriff des merowingischen Frankenkönigs Guntram I. auf das westgotische Septimanien zurück.

## Regierung und Übertritt zum Katholizismus
Nach Leovigilds Tod (586) konnte Rekkared problemlos die Nachfolge antreten. Wie sein Vater erstrebte auch er die religiöse Einheit des Reichs; er erkannte jedoch, dass der Arianismus als Minderheitskonfession diese Funktion nicht erfüllen konnte, und entschied sich für die andere Lösung: 587 trat er zum Katholizismus über. Darauf kam es zu erfolglosen Verschwörungen arianischer Kreise in Lusitanien und am Hof. An den Hofintrigen war Rekkareds arianische Stiefmutter Goswintha (Goiswintha) beteiligt, die aber 588 starb. Guntram I. unterstützte arianische Rebellen in Septimanien, obwohl er selbst katholisch war. Der Sieg der Truppen Rekkareds über die Rebellen und die mit diesen verbündeten Franken hat die Zeitgenossen stark beeindruckt; er wurde als Zeichen göttlicher Gnade gedeutet.
589 berief der König das 3. Konzil von Toledo ein, das unter seinem Vorsitz tagte und dessen Themen er bestimmte. Den arianischen Bischöfen wurde zugesagt, dass sie beim Übertritt zum Katholizismus ihre kirchlichen Ämter behalten durften. Das Konzil erkannte die maßgebliche Rolle des Königs in der Kirche sehr weitgehend an, was seine Macht erheblich stärkte. Nach oströmischem Vorbild bezeichneten die Konzilsväter Rekkared als „rechtgläubigen König“ (in Analogie zum „rechtgläubigen Kaiser“) und seine Tätigkeit als „apostolisch“ (eine Anspielung auf den „apostelgleichen“ Kaiser); sie nannten ihn „allerheiligsten Fürsten“, „von göttlichem Geist erfüllt“. Zu den Konzilsbeschlüssen gehörten auch Maßnahmen gegen die Juden; ihnen wurde unter anderem verboten, christliche Frauen zu heiraten oder christliche Konkubinen zu haben, und Kinder aus solchen bereits bestehenden Verbindungen mussten getauft werden.

## Familienverhältnisse und Nachfolge
Leovigild hatte Rekkared mit Rigunth, einer Tochter König Chilperichs I. von Neustrien verlobt, doch kam die Ehe nicht zustande. Als König war Rekkared mit Baddo verheiratet, von der nichts Näheres bekannt ist; die Ehe wurde 589 geschlossen, nachdem ein weiteres fränkisches Heiratsprojekt (mit einer Tochter König Sigiberts I. von Austrasien) gescheitert war. Rekkareds Sohn und Nachfolger Liuva II. stammte aber nicht aus dieser Ehe, sondern wurde schon 583/584 als uneheliches Kind geboren; seine Mutter war niedriger Herkunft.